# Vejdovskyella appendiculata
Vejdovskyella appendiculata är en ringmaskart som först beskrevs av D'udekem 1855.  Vejdovskyella appendiculata ingår i släktet Vejdovskyella och familjen glattmaskar. Inga underarter finns listade i Catalogue of Life.